# Söller

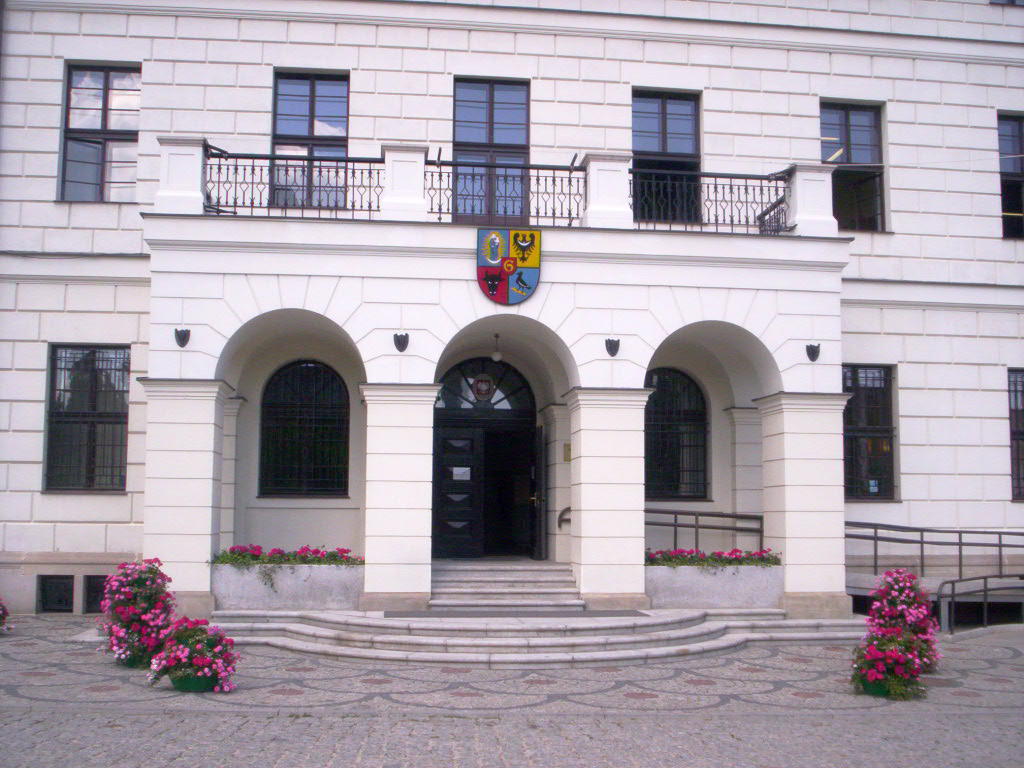
Söller des Rathauses von Glogau (Polen)

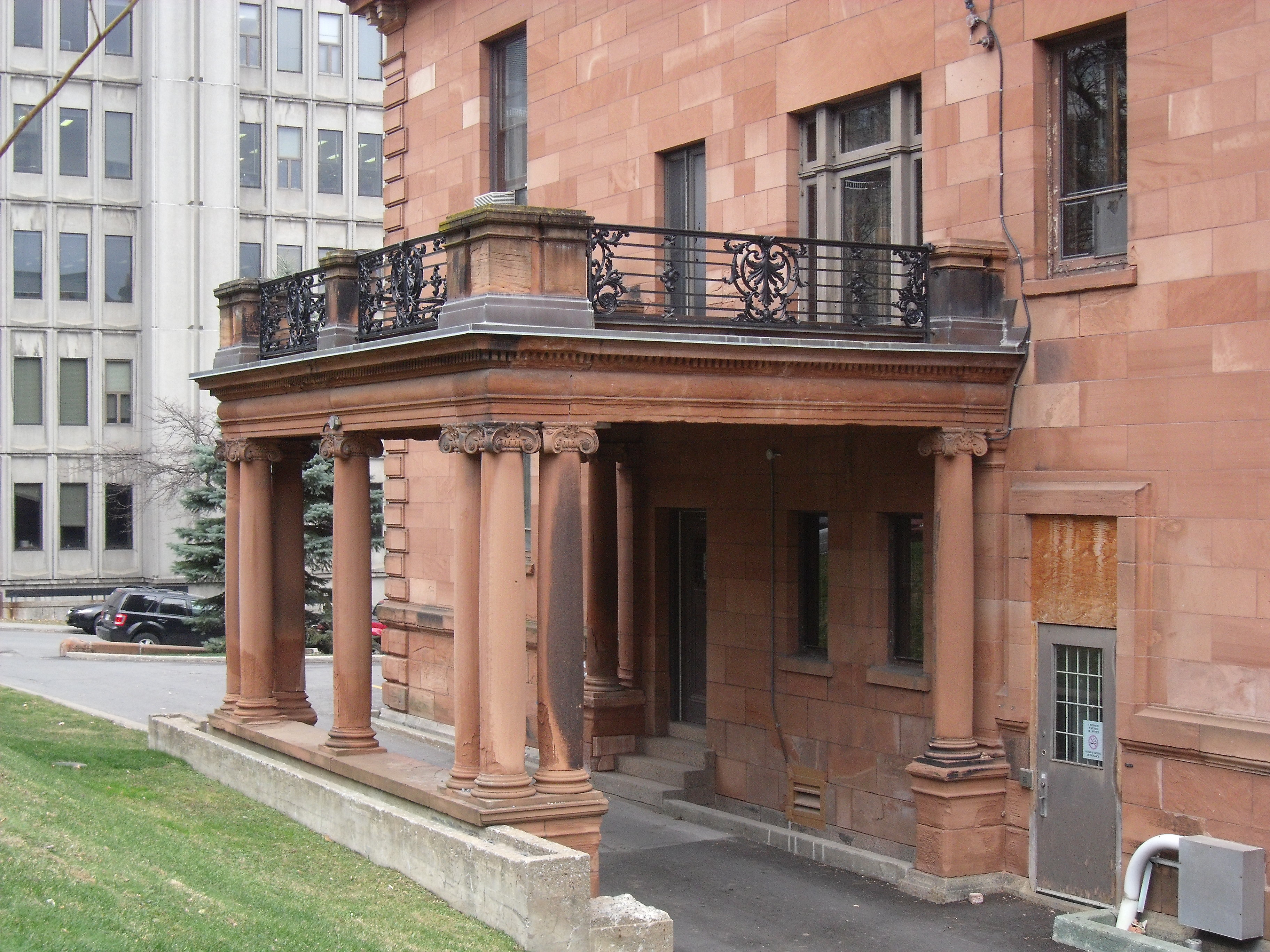
Altan mit Säulenunterbau (Hosmer House in Montréal, Kanada)

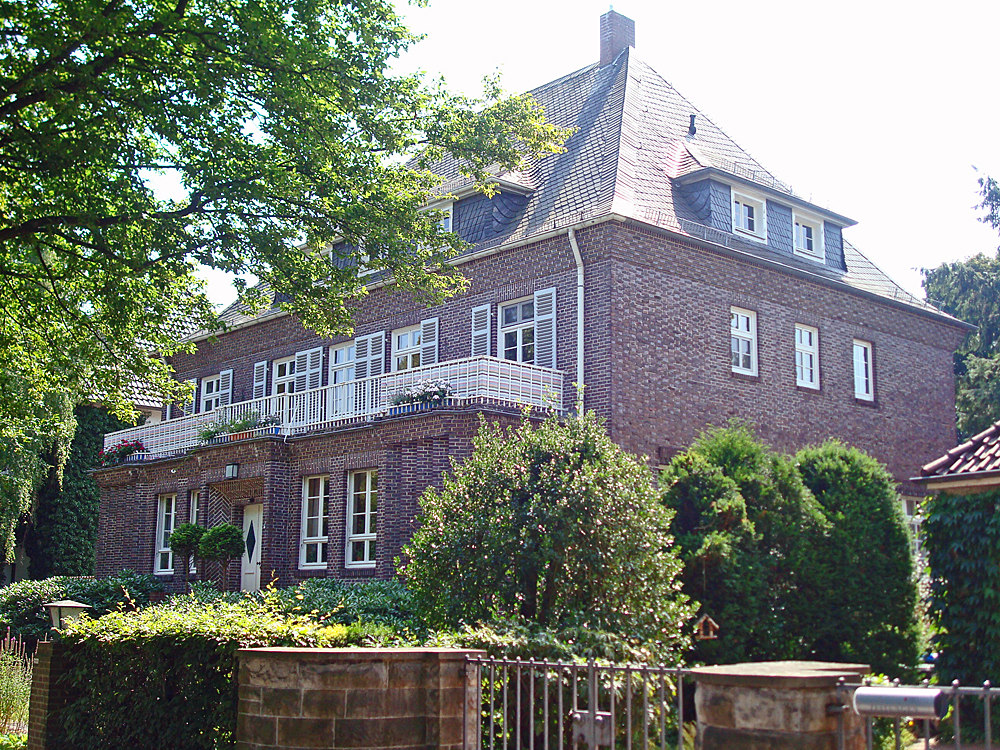
Untermauerter Altan an einem Wohnhaus in Gütersloh

Ein Söller oder Altan (seltener auch die Altane) ist ein unterbauter, nicht überdeckter Austritt in einem Obergeschoss im Gegensatz zu dem auskragenden und überdeckten Erker oder zum Balkon.

## Wortherkunft und Wortbedeutungen
Die Bezeichnung Söller leitet sich von lateinisch solarium ab, was einen Ort unter freier Sonne (lateinisch sol) bezeichnet und eine nicht überdachte, sonnenbelichtete Plattform charakterisiert.
Söller gilt auch als Bezeichnung für den oberen Raum oder den Dachboden eines Hauses.
Altan/Altane stammt von der italienischen altana ab, die vom lateinischen altus, -a, -um ‚hoch‘ abgeleitet ist, damit, im Unterschied zur Terrasse, das Merkmal der erhöhten Plattform hervorhebend. Vermutlich gleicher Wortherkunft ist die in einigen südwestdeutschen Städten gebräuchliche Bezeichnung Aldene für die oft zum Trocknen der Wäsche genutzte Dachterrasse älterer Gebäude.

## Funktion, Bauweise und Verbreitung
Der Söller zählt zu den Freisitzen.
Am mittelalterlichen Haus ist der Söller ein hölzerner oder steinerner Austritt am oberen Stockwerk. Der Söller ist bis zum Erdboden untermauert und mit einer Brüstung versehen. Einige Söller sind mit einer Treppe versehen, besonders bei dem die Repräsentationsräume beherbergenden Teil einer Burg oder Pfalz.
Altane werden oft durch besondere Säulen oder Pfeiler wie Karyatiden, Atlanten oder Hermen gestützt.
Abweichend hiervon findet sich in der Burgen-Fachliteratur auch folgende Definition: „Gemauerter oder hölzerner Vorbau oder Erker auf Konsolen ohne Boden an Wehrbauten (Tor, Ringmauer) zur Bekämpfung eines Feindes am Mauerfuß durch Ausgießen kochender Flüssigkeiten (Wasser, Öl, Pech), oder offener oder geschlossener Balkon zur Ausschau oder zur Zierde.“
Altane sind unter anderem ein typisches Merkmal venezianischer Häuser.